# C10 (Namibië)
De C10 is een secundaire weg in het zuiden van Namibië. De weg loopt van de grens met Zuid-Afrika bij Velloorsdrif via Karasburg naar Ai-Ais. In Zuid-Afrika loopt de weg als R358 verder naar Pofadder.
De C10 is 233 kilometer lang en loopt door de regio !Karas.